# ريكاردو زامباجنا
ريكاردو زامباجنا (بالإيطالية: Riccardo Zampagna)‏ (15 نوفمبر 1974 بتيرني في إيطاليا - ) هو مدرب كرة قدم ولاعب كرة قدم إيطالي في مركز الهجوم. لعب مع أتالانتا ونادي بيروجيا ونادي ترنانا ونادي تريستينا ونادي ساسولو ونادي سيينا ونادي فيتشينزا ونادي كاتانيا ونادي مسينا وUnione Sportiva Brescello ‏ وكوسينزا كالشيو ونادي أريتسو وASD Pontevecchio ‏ وCosenza Calcio 1914 ‏ وكارسو كالتشيو ‏.

## روابط خارجية
- ريكاردو زامباجنا على موقع قاعدة بيانات كرة القدم.إي يو (الإنجليزية)
- ريكاردو زامباجنا على موقع Soccerway.com (الإنجليزية)